# Cybertron
Cybertron är en fiktiv planet i Transformers. Den är helt gjord i metall och har under miljontals år dränerats på energi, vilket har gjort att Autobots och Decepticons börjat leta efter energikällor på andra platser i universum, däribland Jorden.

### Fotnoter
1. ↑  Helena Lindblad (1 juli 2011). ”"Transformers 3" (3D)”. Dagens nyheter. http://www.dn.se/kultur-noje/filmrecensioner/transformers-3-3d/. Läst 4 juni 2016.